# El Campell / Alcampell
El Campell / Alcampell är en ort i Spanien.   Den ligger i provinsen Provincia de Huesca och regionen Aragonien, i den nordöstra delen av landet, 400 km öster om huvudstaden Madrid. El Campell / Alcampell ligger 503 meter över havet och antalet invånare är 827.
Terrängen runt El Campell / Alcampell är kuperad åt nordost, men åt sydväst är den platt.Runt El Campell / Alcampell är det ganska glesbefolkat, med 26 invånare per kvadratkilometer. Närmaste större samhälle är Monzón, 19,6 km väster om El Campell / Alcampell. Trakten runt El Campell / Alcampell består till största delen av jordbruksmark.